# Real Club Deportivo Córdoba
El Real Club Deportivo Córdoba fue un club de fútbol de España, de la ciudad de Córdoba. Fue fundado en 1934 como Racing Fútbol Club y desapareció en 1954. Su mayor éxito fue alcanzar la Segunda División de España, categoría en la que militó nueve temporadas.

## Historia
En los años veinte había dos clubes en la ciudad de Córdoba, que jugaban en categoría regional:
• El Sporting Fútbol Club de Córdoba, también conocido con el sobrenombre de Córdoba Sociedad Constructora, por la afinidad de las siglas (Córdoba S.C.). Fue fundado en 1920 por Luis Ruiz de Castañeda. Jugaba en los jardines del Duque de Rivas (La Pérgola), luego lo hizo en el Estadio de América.
• La Sociedad Deportiva Electromecánicas, que jugaba en las afueras de la ciudad, en terrenos de la fábrica Sociedad Española de Construcciones Electromecánicas (SECEM). 
En 1928 se unieron ambos clubes y formaron el Córdoba Racing Club. Jerónimo Fernández fue su presidente. Vestía camiseta a franjas verticales blanquiverdes y pantalón azul; como segunda equipación utilizaba el color blanco. Jugaba en el Estadio América, terrenos del antiguo cuartel de Artillería de Córdoba. Participó en las temporadas y categorías siguientes: 1928-29 (Local), 1929-30 (Provincial), 1930-31 (Regional), 1931-32 (Tercera), 1932-33 (Tercera), 1933-34 (Regional), 1934-35 (Regional), 1935-36 (Regional). Esta última temporada ascendió a Tercera División pero no pudo disfrutarla por el paréntesis sufrido por la Guerra Civil; al termiar la contienda, en la temporada 1939-40, participó directamente en Segunda División.
Ante la prohibición de llevar nombres extranjeros en 1940, el club se adapta a la normativa y cambia el suyo por Club Deportivo Córdoba. Participó en las temporadas y categorías siguientes: 1940-41 (Segunda División), 1941-42 (Regional), 1942-43 (Regional) y 1943-44 (Tercera División). Continuó con esta denominación jugando en el Estadio América.
En 1944 vuelve a cambiar el nombre, y esta vez lo hace por el de Real Club Deportivo Córdoba, a propuesta de su presidente, José Ramón de la Lastra y Hoces, de ideología monárquica, quien consiguió la concesión por los organismos oficiales pertinentes. Continuó con los mismos colores e incorporó la corona real a su escudo. Jugó en el Estadio del Arcángel, propiedad de su presidente, desde 1945, año de su inauguración. Participó en las temporadas y categorías siguientes: 1944-45 (Tercera División), 1945-46 (Segunda División), 1946-47 (Segunda División), 1947-48 (Segunda División), 1948-49 (Tercera División), 1949-50 (Segunda División), 1950-51 (Segunda División), 1951-52 (Segunda División), 1952-53 (Segunda División) y 1953-54 (Tercera División). 
Después de una historia de 26 temporadas (8 en Regional, 6 en Tercera y 9 en Segunda) con sus cambios de nombre, el primer equipo de la ciudad se disolvió en una asamblea extraordinaria convocada para tal fin, el 31 de julio de 1954. Los motivos fueron la acumulación de deudas.
Otro equipo de la ciudad, el Club Deportivo San Álvaro (fundado en 1951), se convirtió en heredero del club desaparecido, adoptando sus colores y distintivos y tomando el nombre de Córdoba Club de Fútbol.

## Estadio
Inicialmente, el RCD Córdoba jugaba sus partidos en el Estadio de América. En 1945 el equipo se trasladó al estadio El Arcángel, construido por iniciativa del presidente del club, José de la Lastra y Hoces. Las deudas contraídas en el pago del alquiler del recinto obligaron al RCD Córdoba a trasladarse al Estadio de San Eulogio, para jugar la última temporada de su existencia en Tercera División.

## Uniforme
- Uniforme

Evolución del Uniforme
| 1934-1939 | 1939-1941 | 1941-1944 | 1944-1947 | 1944-1947 | 1947-1954 |

## Datos del club
- Temporadas en 1.ª: 0
- Temporadas en 2.ª: 9
- Temporadas en 2ªB: 0
- Temporadas en 3.ª: 4
- Mejor puesto en la liga: 4º en Segunda División de España (temporada 1939-40)
- Participaciones en la Copa del Rey: 8
- Participaciones en la Copa Federación: 2

## Palmarés

### Campeonatos nacionales
- Copa R.F.E.F. (1) : 1950-51